# 異世界帰りの僕と失われた恋
『異世界帰りの僕と失われた恋』（いせかいがえりのぼくとうしなわれたこい、中: 異世界歸來的我錯過了愛情, 英: Back from the Other World, I Missed Love）は、台湾と日本の共同制作による実写恋愛アドベンチャーゲームであり、第四の壁株式会社がパブリッシャーを務める。2025年5月1日にSteamで配信開始。

## 概要
実写映像、ファンタジー要素、職場恋愛を組み合わせた構成を特徴とし、異世界から現代社会に戻ってきた魔力を持つ人物が主人公として描かれている。物語は、現代社会での職場生活を送りながら、性格の異なる5人の女性との恋愛関係や人間関係が展開していく内容となっている。出演者には、日本の女優である河北彩伽、上原亜衣、三浜唯のほか台湾プロ野球でチアリーダーとして著名なKira詹上真、マレーシアのインフルエンサー・Joey林短短が名を連ねている。
2024年6月の発表時には洪昇陽（Simon Hung）監督によるラブコメディ映画という発表もなされたが、2025年時点で劇場公開予定はなく、実写シーンを含むビデオゲームとしての発表となった。ステルスワークの台湾支部代表でもあるJacys Lin（林振宇）がVFXワークを担当。
キャスティングは制作会社スタッフが河北彩伽のファンであったため、彼女を軸に起用。地域の壁を越えてリーチすることを目指し、アジア圏で高い知名度を誇る河北、上原亜衣に加え、台湾、マレーシアからも一人ずつ起用した。実写撮影部分は日本で撮影されており、日本の撮影チームとは英語をメインに日本語でもやり取りが行われた。
プロデューサーを務めるTing Chiu（邱茂庭）はタピオカミルクティー店The Alleyの創始者であり、本作劇中にも店舗やキャラクターグッズが登場する。

## ゲームシステム
本作では一人称視点が採用されており、実写映像を視聴しながら選択肢を通じて物語を進行させるインタラクティブなシステムが導入されている。選択の結果によってキャラクターとの親密度やストーリーの分岐、エンディングが変化する。Steam実績機能およびチャプタージャンプ機能にも対応している。
映像に合わせて出現するハートマークを選択して好感度を上げるQTE要素、制限時間のあるパズルを解いて魔法を発動させる要素などミニゲーム的要素が採用されている。

## あらすじ
異世界で魔王を打ち倒した主人公は、現代の地球へと帰還する。しかし、待ち受けていたのは新たな社会生活という現実の試練だった。新たな職場で働き始めた彼は、初恋の相手・青山乃愛（河北彩伽）と再会する。彼女はかつての内気な少女から、堂々としたキャリアウーマンへと成長していた。
そんな中、異世界からのもう一人の来訪者が現れる——かつての宿敵・桐澤華怜（上原亜衣）である。彼女の目的は、もはや世界征服ではなく、主人公を愛の虜にすること。現実と異世界、愛と運命が交錯する中で、プレイヤーの選択が物語の結末を形作っていく。

## 登場キャラクター
主人公
声 ‐里岡拓弥
異世界で大魔王を倒してきた男。10年ぶりに現実世界へ帰還したが、格好はボロボロの魔法使いのローブ姿。魔法というチート能力は基本的に自分のために使う浅ましい性格。魔法をごまかすため、手品師を名乗る。
日本版声優の里岡は本作の仕事が声優デビューとなった。
青山乃愛
演 ‐ 河北彩伽
タイガー社の社長。主人公の初恋の相手であり、10年ぶりに出会う。
10年前の学生時代も河北が演じる。
桐澤華怜/大魔王
演 ‐ 上原亜衣
タイガー社の取引先、新明社CCO。その裏の顔は、主人公が異世界で倒したはずの大魔王。主人公のことを恋の虜にしようと誘惑する。
桃野惠麻
演 ‐三浜唯
タイガー社の営業社員。よく痴漢被害にあう。クールな性格。
音羽純奈
演 ‐ Joey林短短
声 ‐ 小路裕夕
タイガー社の会長令嬢。広報部スタッフ。ちょっと困ったお嬢様。
露草楓
演 ‐ Kira詹上真
声 ‐ 伊澄茉耶
タイガー社のマーケティング部。惠麻とはルームメイト。性格は小悪魔的。
営業スタッフ
演 ‐宍戸里帆

## 開発
本作は台湾のゲーム開発チーム「第四の壁」によって企画・制作され、日本の映像制作会社との協力のもと開発が行われている。出演者には日本のAV女優のほか、台湾の楽天ガールズメンバーやマレーシアの俳優も含まれており、国際的なキャスト構成となっている。

## 対応プラットフォーム
本作はMicrosoft Windows向けのシングルプレイゲームとして、Steamプラットフォームでの配信が予定されている。音声は中国語および日本語に対応し、字幕は繁体字中国語、簡体字中国語、日本語、英語をサポートする。

## システム要件
最低要件
- OS：Windows 10
- プロセッサ：Intel Core i3
- メモリ：4 GB
- DirectX：バージョン 11
- ストレージ：20 GB以上

推奨要件
- OS：Windows 10
- プロセッサ：Intel Core i5
- メモリ：8 GB
- グラフィックス：専用GPU
- DirectX：バージョン 11
- ストレージ：20 GB以上

## スタッフ
- ディレクター：Simon Hung[1]
- プロデューサー・VFX：Jacys Lin[1]
- プロデューサー：Ting Chu、Jeff Chen、Paul Chen[1]
- キャストマネジメント：瀬戸口勝[1]
- 主題歌：「ある恋」歌：コまる Komaru　作詞：コまる Komaru, Kubbe　作曲：Composer：Alex Lee, Victor Tang　編曲： Alex Lee